# USS Skipjack (SSN-585)
USS Skipjack (SSN-585) – amerykański okręt podwodny z napędem atomowym typu Skipjack. Zwodowana 26 maja 1958 roku jednostka, weszła do służby w amerykańskiej marynarce wojennej 15 kwietnia 1959 roku po czym pełniła ją do 19 kwietnia 1990 roku. „Skipjack” wyposażony był w siłownię z jednym reaktorem wodno-ciśnieniowym S5W oraz dwoma turbinami parowymi o mocy wyjściowej 15000 KM napędzającymi jedną śrubę. Podstawowym uzbrojeniem okrętu były torpedy Mk.14 i Mk.16, wystrzeliwane z sześciu wyrzutni torpedowych kalibru 533 mm umieszczonych na dziobie jednostki.